# ديف كوهن
ديف كوهن (بالإنجليزية: Dave Cohen)‏ هو مذيع ‏ ومعلق رياضي وممثل أمريكي، ولد في 1950.

## أعمال

### أفلام
- (2012) مشكلة الرميات المنحنية[3][4]

## وصلات خارجية
- ديف كوهن على موقع IMDb (الإنجليزية)
- ديف كوهن على موقع قاعدة بيانات الفيلم (الإنجليزية)